# MC5
Gli MC5 sono stati un gruppo di musica rock statunitense fondato a Detroit. Il loro nome è la sigla di Motor City 5 (Motor City è il soprannome storico della città di Detroit). Gli MC5 sono considerati tra i più influenti gruppi musicali americani di sempre, assieme ai Velvet Underground e i concittadini Stooges, nella definizione delle caratteristiche musicali e testuali del genere punk rock.

## Storia
Nascono alla fine del 1964 a Lincoln Park, nel Michigan, ove sono emersi anche Iggy Pop e il garage rock. Sebbene ancora liceali e musicalmente grezzi, iniziano subito a sperimentare con feedback e distorsioni. Il loro stile, che punta sulla voce di Rob Tyner e l'interplay fra la chitarra solista di Wayne Kramer e quella ritmica di Fred "Sonic" Smith non riesce inizialmente ad uscire dai confini di Detroit, ma catalizza su di sé le attenzioni delle avanguardie protopunk. L'album di svolta, Kick Out the Jams, registrato per la Elektra Records, vende poche copie ma diviene uno dei dischi più importanti dell'epoca, ed è considerato uno dei capisaldi di tutto il genere punk.
Nonostante ciò, lo stile crudo della band non è tollerato dalla major, che recide il contratto dopo un solo disco. Passati all'Atlantic, gli MC5 registrano il successivo Back in the USA (1970) prodotto da Jon Landau e con richiami al R&R delle origini . Nonostante i giudizi positivi ricevuti, anche in questo caso l'album vende poco. Dopo l'uscita di High Time (1971), ritenuto l'album meno riuscito del gruppo, gli MC5 fanno una tournée in Europa per poi sciogliersi nel 1972.
Nel 2003 i membri superstiti (Tyner e Smith sono deceduti, entrambi per attacco cardiaco, rispettivamente nel 1991 e nel 1994) si riuniscono insieme al cantante dei Dictators Handsome Dick Manitoba. Questa formazione ha proseguito l'attività fino al febbraio 2012, quando si è sciolta in seguito alla morte, per insufficienza epatica, del bassista e membro fondatore Michael Davis.

## Stile musicale
Anticipatori del punk rock, i MC5 sono stati esponenti di un garage rock violento e improvvisato che è stato ricondotto più volte al rock and roll delle origini e al blues rock. La loro aggressività ha spinto qualcuno a definire le loro esibizioni dal vivo "orgasmi collettivi, ubriacature selvagge, valanghe di suono scaricate alla rinfusa sul pubblico, traboccanti di oscenità e slogan." Lo storico esordio Kick Out the Jams (1969) è citato come un capolavoro del proto-punk, mentre il meno violento Back in the USA (1970) è un'altra pietra miliare della musica rock che anticipa il power pop. Il loro ultimo album in studio High Time (1971) sperimenta una formula sonora più vicina al jazz e all'R&B. La band statunitense è stata anche inserita fra le esponenti dell'hard rock.
Nei loro testi iconoclasti e fortemente politicizzati (il loro manager e ideologo era infatti John Sinclair, leader delle Pantere Bianche) gli MC5 celebravano il sesso, il consumo della droga e la musica rock in maniera irruente e inconvenzionale per l'epoca.

## Influenza ed eredità
Gli MC5 ispirarono il punk rock di Sex Pistols e Ramones, l'hardcore punk dei Dead Kennedys, e dal punto di vista musicale, tematico e soprattutto politico, anche il rap metal dei Rage Against the Machine. L'eredità artistica e sociale del gruppo del Michigan è presente anche negli Hellacopters.

## Film dedicati
- MC5: Kick Out the Jams (MC5: Kick Out the Jams), 1999
- MC5: A True Testimonial (MC5: La vera testimonianza), 2002

## Formazione

### Ultima
- Handsome Dick Manitoba - voce
- Wayne Kramer - chitarra
- Dennis Thompson - batteria

### Formazione diKick Out the Jams
- Rob Tyner - voce
- Fred Smith - chitarra
- Wayne Kramer - chitarra
- Michael Davis - basso
- Dennis Thompson - batteria

### Ex componenti
- Michael Davis - basso
- Pat Burrows - basso
- Bob Gaspar - batteria
- Rob Tyner - voce
- Fred Smith - chitarra

## Discografia

### Album in studio
- 1970 - Back in the USA
- 1971 - High Time
- 2024 - Heavy Lifting

### Live
- 1969 - Kick Out the Jams

### Raccolte
- 1983 - Babes in Arms
- 2000 - Big Bang: The Best of the MC5
- 2004 - MC5 - Are You Ready to Testify? - The Live Bootleg Anthology

### Singoli
- I Can Only Give You Everything, 1966
- One of the Guys, 1967
- Looking at You, 1968
- Borderline, 1968
- Kick Out the Jams, 1969
- Motor City is Burning, 1969
- Tonight, 1969
- Shakin' Street, 1970
- The American Ruse, 1970
- Over and Over / Sister Anne, 1971 (mai realizzato, esiste solo il testo)